# Fundulus waccamensis
Fundulus waccamensis é uma espécie de peixe da família Cyprinodontidae.
É endémica do lago Waccamaw, na Carolina do Norte, Estados Unidos.